# Hunter - Giustizia a Los Angeles
Hunter - Giustizia a Los Angeles (The Return of Hunter) è un film televisivo del 1995, diretto dal regista Bradford May.

## Trama
Vicky Sherry, fidanzata del tenente della polizia di Los Angeles Rick Hunter è stata assassinata. I sospetti cadono sull'ex marito della donna, Matt Sherry, un uomo violento con cui la vittima aveva delle continue violente discussioni. Hunter si mette ad indagare e riuscirà ad assicurare alla giustizia il colpevole.